# Даніель Манчіні
Даніель Манчіні (ісп. Daniel Mancini, нар. 11 листопада 1996, Сан-Хусто) — аргентинський футболіст італійського походження, фланговий півзахисник клубу «Панатінаїкос».

## Ігрова кар'єра
Народився 11 листопада 1996 року в місті Сан-Хусто. Вихованець юнацьких команд футбольних клубів «Проєкто Крекер» та «Ньюеллс Олд Бойз». У дорослому футболі дебютував 2015 року виступами за останню команду, в якій провів два сезони, взявши участь у 16 матчах чемпіонату.
26 січня 2017 року Мансіні придбав французький «Бордо», підписавши з гравцем контракт до червня 2020 року. Втім до кінця сезону аргентинець так і не дебютував за «жирондинців», виступаючи лише за резервну команду, тому з літа того ж року він по сезону провів на правах оренди за клуби французької Ліги 2 «Тур» та «Осер», у складі якого провів наступний рік своєї кар'єри гравця. Більшість часу, проведеного у складі «Осера», був основним гравцем команди.
Повернувшись влітку 2019 року з оренди в «Бордо», він не вписувався в плани нового головного тренера Паулу Соузи і мусив знайти новий клуб під час літнього трансферного вікна. Після кількох тижнів переговорів, 28 серпня 2019 року, він приєднався до клубу «Аріс», який виступав у грецькій Суперлізі. Аргентинець обійшовся салонікському клубу в 500 тис. євро, що стало одним з найдорожчих трансферів в історії клубу. Станом на 10 вересня 2020 року відіграв за клуб з Салонік 25 матчів в національному чемпіонаті.

## Статистика виступів

### Статистика клубних виступів
| Сезон                        | Команда                      | Чемпіонат                    | Чемпіонат | Чемпіонат | Національний кубок | Національний кубок | Національний кубок | Континентальні кубки | Континентальні кубки | Континентальні кубки | Інші змагання | Інші змагання | Інші змагання | Усього | Усього |
| Сезон                        | Команда                      | Ліга                         | Ігор      | Голів     | Ліга               | Ігор               | Голів              | Ліга                 | Ігор                 | Голів                | Ліга          | Ігор          | Голів         | Ігор   | Голів  |
| ---------------------------- | ---------------------------- | ---------------------------- | --------- | --------- | ------------------ | ------------------ | ------------------ | -------------------- | -------------------- | -------------------- | ------------- | ------------- | ------------- | ------ | ------ |
| 2015                         | «Ньюеллс Олд Бойз»           | ПД                           | 9         | 0         |                    | -                  | -                  |                      | -                    | -                    | -             | -             | -             | 9      | 0      |
| 2016                         | «Ньюеллс Олд Бойз»           | ПД                           | 7         | 2         |                    | -                  | -                  |                      | -                    | -                    | -             | -             | -             | 7      | 2      |
| Усього за «Ньюеллс Олд Бойз» | Усього за «Ньюеллс Олд Бойз» | Усього за «Ньюеллс Олд Бойз» | 16        | 2         |                    | -                  | -                  |                      | -                    | -                    |               | -             | -             | 16     | 2      |
| січ.-черв. 2017              | «Бордо»                      | Л1                           | 0         | 0         | КФ+КЛ              | 0                  | 0                  |                      | -                    | -                    | -             | -             | -             | 0      | 0      |
| 2017–18                      | «Тур»                        | Л2                           | 26        | 4         | КФ+КЛ              | 2+2                | 0+2                |                      | -                    | -                    | -             | -             | -             | 30     | 6      |
| 2018–19                      | «Осер»                       | Л2                           | 3         | 0         | КФ+КЛ              | 0+1                | 0+2                |                      | -                    | -                    | -             | -             | -             | 4      | 2      |
| Усього за кар'єру            | Усього за кар'єру            | Усього за кар'єру            | 45        | 6         |                    | 5                  | 4                  |                      | -                    | -                    |               | -             | -             | 50     | 10     |